# Alan Dicks
Alan Dicks (Kennington, 29 agosto 1934) è un allenatore di calcio ed ex calciatore inglese, di ruolo ala.

## Caratteristiche tecniche
Era un'ala sinistra.

## Carriera

### Giocatore
Tra il 1952 ed il 1958 ha militato nel Chelsea nella prima divisione inglese, campionato in cui ha segnato un gol in 33 partite e che ha vinto nella stagione 1954-1955, vincendo poi anche il Charity Shield l'anno seguente.
Terminata l'esperienza al Chelsea, nel 1958 si è trasferito al Southend Utd, con cui ha giocato in terza divisione fino al termine della stagione 1961-1962, con un bilancio totale di 85 presenze e 2 reti in tale categoria.

### Allenatore
Nel 1962, terminata la carriera da calciatore, va a lavorare come vice di Jimmy Hill al Coventry City, in Third Division; rimane al club fino al termine della stagione 1966-1967 (l'ultima di Hill da allenatore del club), partecipando quindi sia alla vittoria della Third Division nella stagione 1963-1964 che a quella della Second Division 1966-1967.
Nell'estate del 1967 viene raccomandato dallo stesso Hill al Bristol City, club di seconda divisione, che lo ingaggia per la stagione 1967-1968, al termine della quale, grazie ad un diciannovesimo posto in classifica, riesce ad evitare la retrocessione in terza divisione; negli anni seguenti il Bristol City staziona stabilmente a centro classifica in seconda divisione, senza mai rischiare di retrocedere ed allo stesso tempo senza mai arrivare vicino alla promozione in prima divisione (sedicesimo nella Second Division 1968-1969, quattordicesimo nella Second Division 1969-1970, diciannovesimo nella Second Division 1970-1971, ottavo nella Second Division 1971-1972, quinto nella Second Division 1972-1973, sedicesimo nella Second Division 1973-1974); nella stagione 1970-1971 arriva inoltre fino alla semifinale di Coppa di Lega, che perde contro il Tottenham futuro vincitore del trofeo. Il campionato 1974-1975 è il primo in cui Dicks porta la sua squadra a sfiorare la promozione, arrivando quinta a tre punti di distacco dal terzo posto che avrebbe valso il salto di categoria; l'anno seguente arriva tuttavia un secondo posto in classifica, grazie al quale i Robins tornano quindi in prima divisione dopo 65 anni trascorsi fra seconda e terza serie. Il primo anno si conclude con un diciottesimo posto in classifica in campionato, sufficiente per evitare la retrocessione; l'anno seguente arriva invece un diciassettesimo posto in classifica, accompagnato dalla vittoria della Texaco Cup. La stagione 1978-1979 si conclude invece con un tredicesimo posto in classifica, il miglior piazzamento ottenuto da Dicks nella sua esperienza da allenatore a Bristol; al termine della stagione 1979-1980, terminata al ventesimo (e terzultimo) posto in classifica, arriva invece dopo quattro anni in massima serie la retrocessione in seconda divisione. Dicks a fine stagione lascia dopo tredici stagioni il club.
Dopo due anni di inattività, nella stagione 1982-1983 allena l'Ethnikos Pireo nella prima divisione greca, nella quale ottiene un undicesimo posto in classifica; nella stagione 1984-1985 è invece a Cipro, all'Apollōn Limassol, con cui arriva quarto in campionato e partecipa alla Coppa UEFA 1984-1985, nella quale il suo club viene eliminato ai trentaduesimi di finale dai cecoslovacchi del Bohemians 1905 con un complessivo 8-3. Dopo quattro anni di inattività, nella stagione 1989-1990 è in Qatar, dove vince il campionato locale allenando l'Al-Rayyan.
Nell'estate del 1990 dopo oltre dieci anni torna ad allenare in patria, al Fulham, con cui ottiene un ventunesimo posto nella terza divisione inglese; il 31 dicembre 1991, a metà del suo secondo campionato sulla panchina del club londinese, viene esonerato dall'incarico; in seguito allena in varie leghe minori statunitensi, raggiungendo tra l'altro la semifinale della Lamar Hunt U.S. Open Cup (coppa nazionale statunitense) nel 1999.

## Palmarès

### Giocatore

#### Competizioni nazionali
- Campionato inglese: 1

Chelsea: 1954-1955
- Community Shield: 1

Chelsea: 1955

### Allenatore

#### Competizioni nazionali
- Qatar Stars League: 1

Al-Rayyan: 1989-1990

#### Competizioni internazionali
- Coppa anglo-scozzese: 1

Bristol City: 1977-1978